# Matyáš Korvín
Matyáš Korvín či Matyáš I., vlastním jménem Matyáš Hunyadi (maďarsky Hunyadi Mátyás, slovensky Matej Korvín, 23. února 1443 Kluž – 6. dubna 1490 Vídeň) byl uherský a chorvatský král, který vládl v letech 1458–1490. Roku 1469 byl částí českých a moravských stavů zvolen českým vzdorokrálem proti Jiřímu z Poděbrad; pozdější dohoda s Vladislavem Jagellonským (1479) znamenala, že si oba podrželi titul dědičného českého krále a rozdělili si pravomoci na základě zemském tak, že Vladislav vládl pouze v Čechách, Matyáš na Moravě a ve vedlejších zemích Koruny.
Ve své době byl jedním z nejmocnějších panovníků střední Evropy a Uhersko za jeho vlády zažilo vrchol renesance.

## Osobnost a rodina

### Původ a jméno
Matyáš Hunyadi se narodil jako mladší syn uherského gubernátora (správce země) a slavného vojevůdce Jana (Jánose) Hunyadiho. Rod nepatřil ke staré rodové šlechtě, ovšem přesto se byl Jan Hunyadi schopen vyšvihnout mezi barony a největší magnáty země. Šlechtický titul jeho předkové získali pravděpodobně až na počátku 15. století – poprvé je rodina zmiňována v privilegiu, jímž Zikmund Lucemburský udělil roku 1409 Janovu otci Vajkovi v držení panství Hunyad (Vajdahunyad, dnes Hunedoara v Rumunsku) v Transylvánii. Tento nedostatek urozeného původu Jan i Matyáš dorovnávali především vojenskými a majetkovými zisky. Jeho matkou byla Alžběta Szilágyiová.

Matyáš měl staršího bratra Ladislava, který po otcově smrti pokračoval v jeho politice. Poté, co byl za nejasných okolností v Ladislavem ovládaném Bělehradě zabit hrabě Ulrich Celjský, nechal král Ladislav Pohrobek, jehož panovnickou autoritu moc Hunyadiů ohrožovala, oba bratry zajmout a Ladislava popravit.

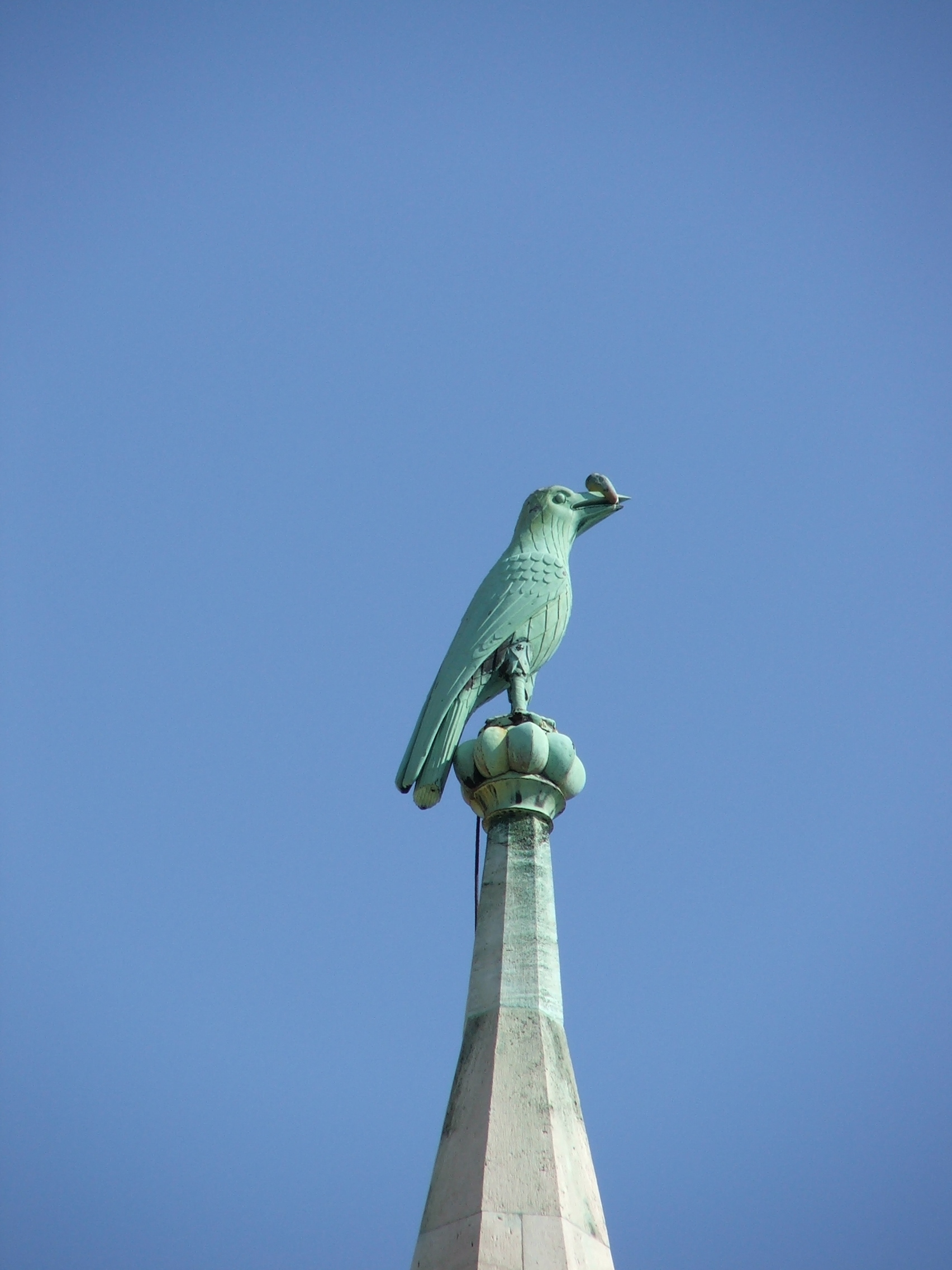
Havran s Matyášovým prstenem

V době Matyášově byly pak zaznamenány pověsti o původu rodiny. Podle jedné byl Jan nemanželským synem Zikmunda Lucemburského, jehož císař zplodil s jednou transylvánskou dívkou z rodu Morzsinai. Ta prý dostala od Zikmunda prsten, jímž se měl jeho syn později prokázat. Přestože prsten odnesl havran, byl jí navrácen a podle pověsti se jím Jan Hunyadi skutečně prokázal po příchodu na Zikmundův dvůr. Tak alespoň zaznamenal pověst Matyášův dvorní historiograf Antonio Bonfini, ovšem sám jí nevěřil. Navrhoval totiž jinou pověst, která měla základ v antickém Římě a rodovou erbovní pověst navázal na římský patricijský rod Corvini, podobně jako jiný Ital na uherském královském dvoře Pietro Ransano. Navíc byla tato pověst spojována s dunajským ostrovem Keve (Covinus), kde prý rodina dlouhou dobu přežívala. (Rodové jméno Corvinus odpovídalo podle toho erbovní pověsti o havranu, lat. corvus.) Havrana s prstenem v zobáku najdeme na Matyášově kostele (též Korunovační kostel) v Budapešti a na mnohých jiných místech v Maďarsku. Mimo jiné i ve znaku Maďarské pošty.
Označení „Matyáš Korvín“ je tedy nepřesné, ovšem přijímané téměř všemi národními historiografiemi, včetně české. Sám Matyáš se tak nikdy neoznačoval, ovšem už za jeho života jej tak nazývali jeho životopisci a další autoři oslavující jeho osobu. Přesnější je ale jméno Matyáš Hunyadi, v maďarském prostředí je většinou označován jednoduše jako král Matyáš I.

### Rodinný život
Jako dítě byl Matyáš zasnouben s Alžbětou, dcerou Ulricha Cejlského; ke sňatku snad došlo v roce 1455, manželství však nebylo naplněno, protože Alžběta ještě téhož roku zemřela. Manželství s Kateřinou, dcerou Jiřího z Poděbrad, které bylo dohodnuto již v roce 1458, bylo uzavřeno v roce 1461 a skončilo v roce 1464, kdy Kateřina zemřela při prvním porodu spolu s dítětem. Matyáš se snažil najít další ženu v okruhu středoevropských panovnických dvorů, ale tato snaha nebyla úspěšná. Nakonec se až v roce 1476 oženil s Beatricí Neapolskou, dcerou neapolského krále Ferranteho I., která mu sice neporodila legitimního potomka, ale stala se už za jeho života a o to více po jeho smrti důležitou figurou ovlivňující vnitropolitickou situaci státu. Navíc se jejím příchodem upevnila kulturní pouta budínského dvora s renesanční Itálií. Jediného, ale nelegitimního, potomka, Jánoše (Jana), porodila Matyášovi Barbara Edelpöcková z rakouského města Stein. Na konci sedmdesátých let 15. století, když se jasně ukázalo, že z jeho manželství dítě nevzejde, se Matyáš neúspěšně pokoušel pro svého syna mezinárodně potvrdit legitimitu a prosadit jej jako svého nástupce.

## Politický styl a domácí politika

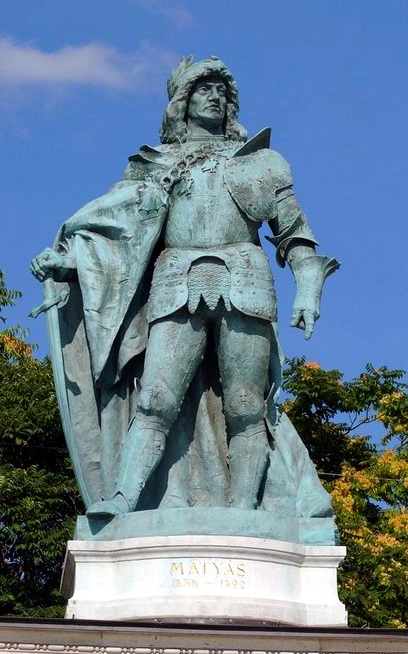
Socha Matyáše Korvína v Budapešti

Pro Matyášův politický styl, který praktikoval ve vnitřní, ale i vnější politice, mohla být důležitá zkušenost z mládí, kdy byl po popravě bratra odvezen do Prahy. Měl být také sťat, ale Ladislav Pohrobek zemřel dříve, než k exekuci mohlo dojít. 24. ledna 1458 uherský sněm zvolil jednomyslně Matyáše uherským králem. Uherští zástupci vyjednali s Jiřím z Poděbrad jeho propuštění a vyslání do Uher; Matyáš byl zasnouben s Jiřího dcerou Kateřinou a Jiří dostal „jako dar“ nemalou částku. Gubernátorem zvolil uherský sněm Matyášova strýce Michala Szillágyiho, který se však poměrně brzy přidal ke vznikající opozici.
Brzy po nástupu na trůn musel Matyáš řešit dva hlavní problémy: vypořádat se s opozičními magnáty a získat kontrolu nad Horními Uhrami, kde působili bratříci. Bratříky se královským vojskům podařilo již v květnu 1458 porazit u Blatného Potoka, boje však pokračovaly i v dalších letech, kdy se k bratříkům přidal i Matyášův odpůrce Jan Jiskra. Magnátská opozice v roce 1459 vstoupila do otevřené vzpoury a zvolila uherským králem císaře Fridricha III. Když pak došlo v roce 1462 k dohodě mezi oběma panovníky, opozice i Jiskra se podvolili. Poslední bratřický tábor u Veľkých Kostoľan se podařilo zlikvidovat až v roce 1467. Jejich vůdce Jana Švehlu a další velitele dal Matyáš popravit, ale řadové vojáky přijal jako žoldnéře do svého elitního, tzv. černého pluku. Jako vrchní velitel černého pluku proslul slezsko-moravský šlechtic Jan Haugvic. 
Matyášovým cílem se stala silná, centralizovaná monarchie, s rozhodujícím podílem královské moci. Významné úřady rozděloval mezi své stoupence z řad drobné šlechty, měšťanů a cizích odborníků, kteří jej svými ambicemi nemohli ohrozit. Podařilo se mu omezit moc uherských magnátů, a to často způsobem, který jeho protivníci označovali za tyranský.[zdroj?] Vedle krále, královské rady a královské kanceláře hrály ve správě země významnou roli zemské sněmy, které svolával častěji než jeho předchůdci (za 32 let jeho vlády se konalo téměř 30 sněmů). Pevnou rukou vládl i ve vztahu k církevním hodnostářům. Nárokoval si právo rozhodovat o osobách, kterým měl být ten který úřad udělen, a to včetně úřadu ostřihomského arcibiskupa (udělil ho např. Hipolytovi d'Este, svému teprve sedmiletému synovci a ferrarskému princi).
V roce 1471 čelil Matyáš spiknutí vedenému ostřihomským arcibiskupem Janem Vitézem a Janem Pannoniem, jehož cílem bylo svržení Matyáše a jeho nahrazení synem polského krále Kazimírem. Spiklenci kritizovali Matyášovu politiku nedostatečně hájící jižní hranici před Turky. Část šlechty však zůstala na králově straně a navzdory polské pomoci byli opozičníci nuceni kapitulovat.

### Hospodářská politika
Vzhledem k zahraničním ambicím potřeboval Korvín disponovat velkým množstvím peněz v hotovosti. To jej vedlo k aktivní hospodářské politice, založené na podpoře měst, rozšiřování jejich privilegií a upevňování hospodářských pout s Rakouskem a Slezskem. Prováděl hospodářské i finanční reformy a upevnil měnu. Zvyšováním daní se dostával do střetu s uherskými magnáty.

### Podpora kultury a vzdělanosti

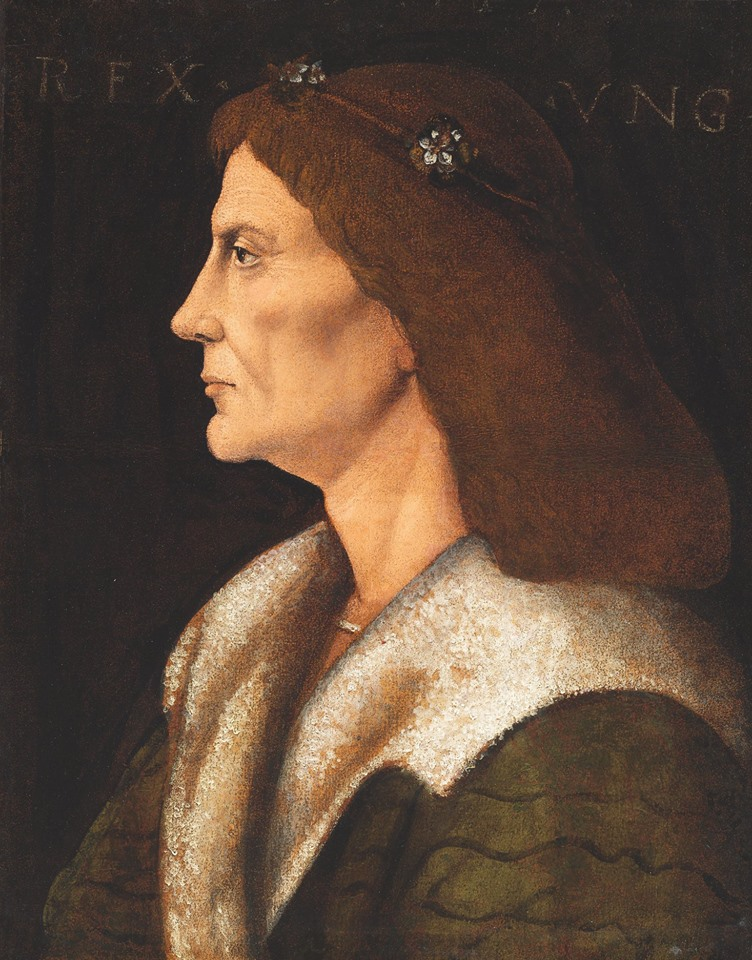
Portrét Matyáše Korvína od Andrea Mantegna

Matyášovi se dostalo důkladného vzdělání, ovlivněného nově do Uher pronikajícím humanistickým duchem. Matyáš se naučil vedle latiny i němčinu, češtinu, chorvatštinu a měl i znalosti římských a řeckých dějin. Jako mocný panovník vytvořil na budínském dvoře rozsáhlou knihovnu o asi 2 500 svazcích. Bibliotheca Corviniana byla ve své době jednou z největších evropských knihoven, většina svazků však vzala za své při dobytí Budína Turky v roce 1526. Z podobných důvodů se nedochovaly ani výsledky Matyášovy stavební činnosti, královské rezidence v Budíně a Visegrádu. V pozdější době se jeho ovlivnění italskou renesancí projevovalo i v rozsáhlém mecenášství. Na králových objednávkách pracovali např. Filippo Lippi, Verrocchio nebo Benedetto da Maiano.
V roce 1467 (uvádí se i rok 1465) založil v Bratislavě první univerzitu na území Uher zvanou Universitas Istropolitana (fungovala jen do jeho smrti) a v roce 1480 obdobnou instituci v Pešti. Na jeho dvoře pobývali četní učenci, např. Antonio Bonfini z Ascoli, Martius Galeotti z Narni, Aurelio Brandolini, Pietro Ranzano a Tadeáš Ugoletti; Marsilio Ficino byl na uherský královský dvůr zván, ale nepřijel.

## Zahraniční politika a války

### Spor s Fridrichem III.
Na počátku své vlády byl v dobrých vztazích s Jiřím z Poděbrad, kterému ke korunovaci dokonce poslal dva své biskupy. Jiří se zpočátku snažil dělat prostředníka mezi ním a Janem Jiskrou a mezi ním a císařem Fridrichem III., který si nárokoval uherskou korunu po svém zesnulém synovci Ladislavu Pohrobkovi a jehož podporovala uherská opozice. Jejich vztahy se zhoršily, když Jiří dočasně přešel na císařskou stranu, přestože se do války přímo nezapojil; později se opět sblížili a sňatek Matyáše a Kateřiny z Poděbrad se uskutečnil. V dubnu 1462 uzavřeli Matyáš a císař předběžnou dohodu o ukončení sporu a v roce následujícím roce byl uzavřen mír. Matyášovi zůstala vláda v uherských zemích a byla mu vrácena uherská koruna, kterou mohl být v roce 1464 korunován, císař však směl používat titul uherského krále a v případě Matyášovy smrti bez legitimních potomků měl mít on nebo jeho syn nárok na Uhry.

### Protiturecká tažení
Na urovnání sporů měl zájem i papež, protože od Matyáše očekával, s ohledem na geografickou polohu jeho země, že se stane hlavní osobou v obraně proti expanzi osmanských Turků do Evropy. Turci v té době již dobyli celé Srbsko včetně pevností Golubac a Smederevo i Bosnu. Matyáš (i za finanční podpory z Říma) uspořádal celkem tři protiturecké výpravy. Při první výpravě v roce 1463 získal Matyáš severní část Bosny se strategickým místem Jajca. Když v následujícím roce Turci Jajcu oblehli, podařilo se mu ji osvobodit a dobýt Srebrenicu, ale byl nucen se stáhnout. Turečtí nájezdníci v letech 1474 až 1475 několikrát zaútočili na Transylvánii a Vojvodinu.
Na dalším protitureckém tažení se Matyášovi v roce 1476 podařilo dobýt pevnost Šabac. Matyášova vojska pod velením Pála Kinizsiho zvítězila v roce 1479 nad tureckými nájezdníky v bitvě na Chlebovém poli. Poslední protiturecké boje na Balkáně svedla Matyášova vojska v letech 1480–1481, kdy se jim podařilo proniknout hlouběji na turecké území až k Sarajevu. V rámci těchto bojů nedošlo k zásadnímu střetnutí, většinou měly podobu drobných šarvátek a v okamžicích, kdy Matyáš potřeboval své vojsko a finance zapojit jinde, uzavíral s Turky příměří (např. v roce 1468, ale i později). 
V roce 1481 Matyáš Korvín, neapolský král Ferdinand I., papež Sixtus IV. a španělský vládnoucí pár Ferdinand Aragonský a Isabela Kastilská spojili své síly k vyhnání Osmanů z italského Otranta.

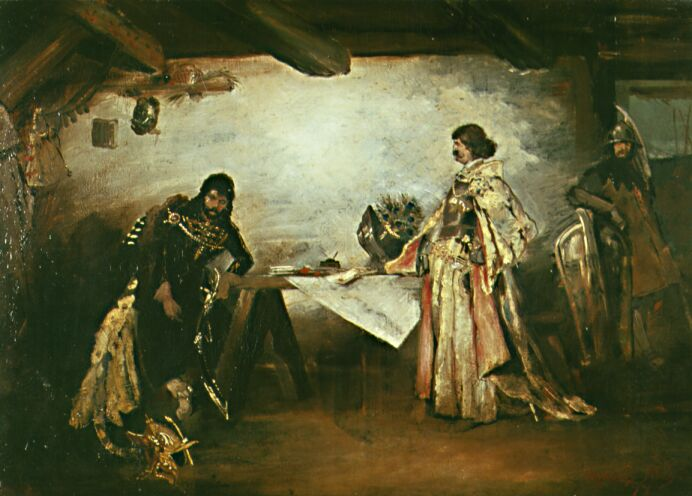
Jednání Jiřího a Matyáše po Vilémovu (obraz Mikoláše Alše)

### Válka s Jiřím z Poděbrad
Když se začal vyhrocovat vztahy mezi Jiřím z Poděbrad a papežem, hledal Jiří v Evropě spojence a vyslal Antonia Mariniho i do Budína, aby získal Matyáše pro svůj plán mírové organizace evropských států. Matyáš však jeho projekt nepodpořil a naopak začal být vstřícnější vůči papeži, který dosud marně hledal někoho, kdo by se postavil do čela křížové výpravy proti českým kacířům. Spojence v Matyášovi hledaly i katolické stavy zemí Koruny české, které již byly se svým králem ve válce. Před vstupem do války Matyáš uzavřel ve Varadíně tajný mír s Turky. Od války očekával Matyáš posílení mezinárodního postavení i finanční profit (jeho výpravy byly většinou kořistnického rázu).

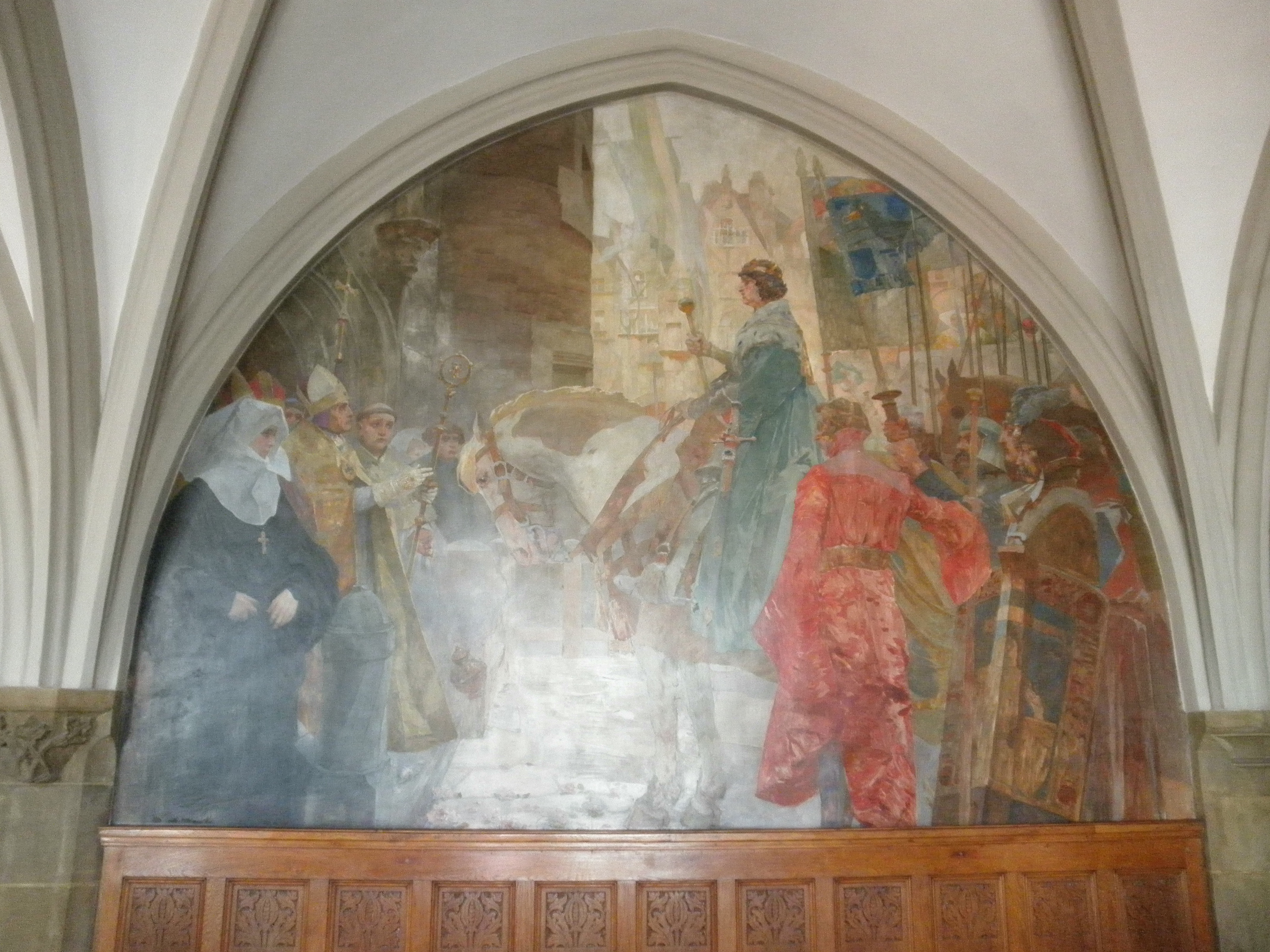
Matyáš jako vzdorokrál v Olomouci (z výzdoby olomoucké radnice)

Záminkou se stal výpad Jiříkova syna Viktorína do rakouských zemí v dubnu roku 1468. V první fázi války byl Matyáš velice úspěšný. Postavil se na stranu stavovského odboje, tedy na stranu katolických pánů a velkých katolických moravských královských měst (Olomouc, Brno, Znojmo, Jihlava), dobyl Třebíč a na počátku roku 1469 také Špilberk. V únoru roku 1469 se také pokusil o vpád do Čech, který byl neúspěšný, neboť jeho armáda byla překvapena a obklíčena u Vilémova. Po jednání s Jiřím z Poděbrad se vrátil zpět na Moravu, slíbil, že se zasadí o dohodu Jiřího a papežské kurie, ovšem tento slib byl zřejmě nereálný. Poté se nechal 3. května 1469 v Olomouci zvolit českými a moravskými katolickými stavy českým králem. Podle dobových pramenů se údajně nechal volit až po jejich naléhání a neúspěšných jednáních se zástupci Jiřího z Poděbrad. 
Jiřího syn Jindřich nad Matyášem v listopadu 1469 zvítězil v bitvě u Uherského Brodu a poté pronikl až do Horních Uher, kde zpustošil okolí Trenčína. V létě 1470 se Jiří z Poděbrad vypravil do Slezska. Toho využil Matyáš a tažením od Olomouce vpadl do východních Čech. Zde byl však zastaven z Prahy vypraveným vojskem zemské hotovosti pod vedením královny Johany z Rožmitálu. Válka pokračovala se střídavými úspěchy až do Jiříkovy smrti v březnu 1471.

### Válka s Vladislavem Jagellonským

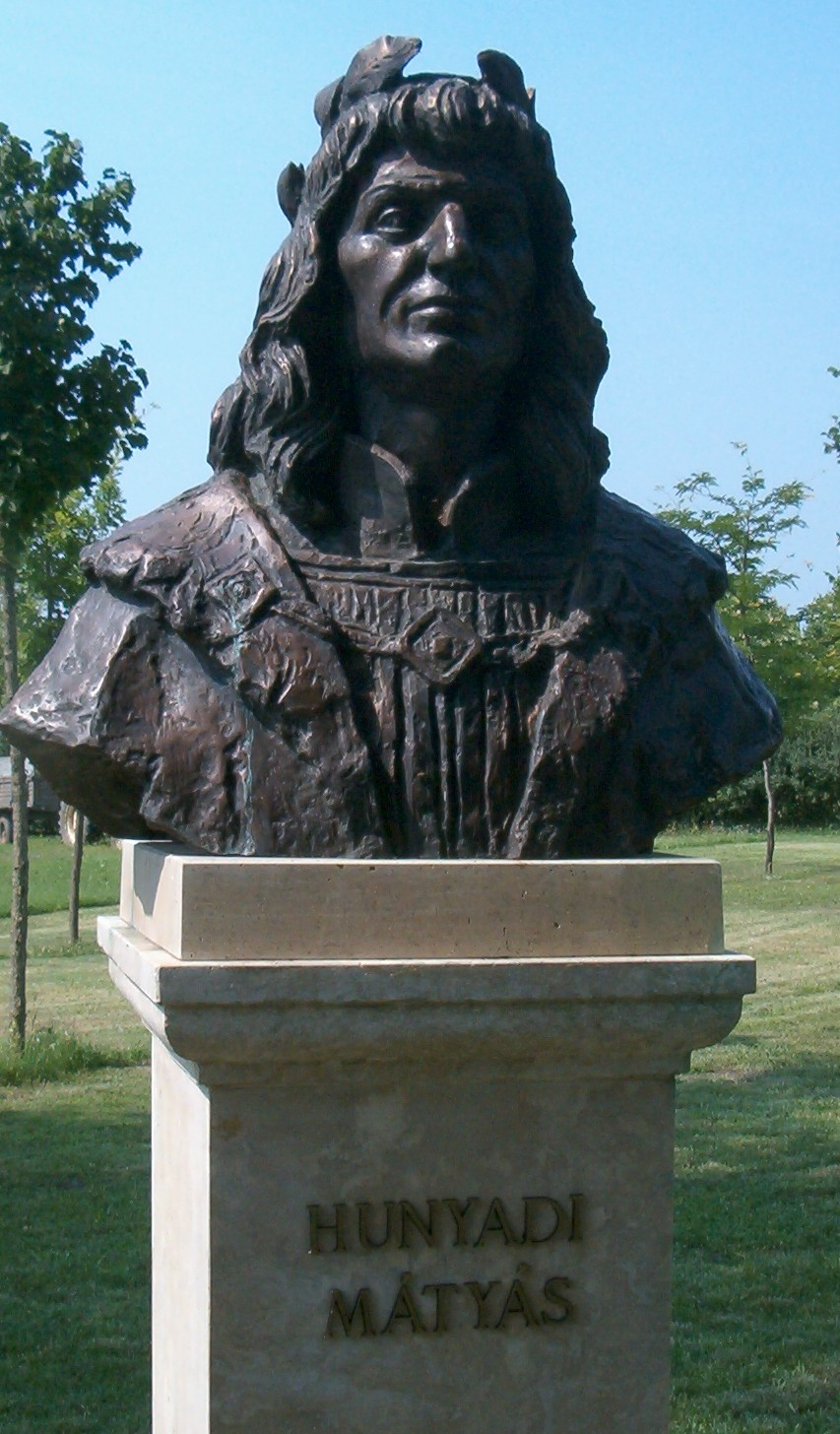
Bronzová busta Matyáše Korvína v Nemzeti Történeti Emlékpark, Ópusztaszer

Okamžitě po smrti Jiřího z Poděbrad začal Matyáš jednat s českými stavy o možnosti svého nástupu na český trůn. Na sněmu v Německém Brodě (duben 1471) bylo dohodnuto příměří, které mělo umožnit uspořádat volební sněm v Kutné Hoře, ze kterého by vzešel nový český panovník. Zde bylo jednohlasně rozhodnuto 27. května 1471 o Vladislavovi Jagellonském jako budoucím českém králi (přál si to tak ostatně i Jiří z Poděbrad). Matyáš se jako protiakci nechal v Jihlavě od papežského legáta znovu vyhlásit českým králem, což stvrdila svým souhlasem i uherská strana v Čechách. Vojsko polského krále Kazimíra IV. vpadlo do Uher a obsadilo Nitru, ale v roce 1472 se muselo stáhnout.
V roce 1474 došlo k plné obnově bojů mezi Matyášem a tentokrát Vladislavem Jagellonským, výrazně podporovaným svým otcem Kazimírem IV.  V roce 1474 se česko-polské vojsko pokusilo o neúspěšné dobytí Slezska. Boje trvaly prakticky nepřetržitě do roku 1479, po tu dobu byly české země politicky rozděleny. Matyáš ovládal Lužici, Slezsko a velkou část Moravy (proti Matyášovi zde stála např. města Uničov a Uherské Hradiště). V jižních Čechách získal podporu pánů z Hradce a pánů z Rožmberka, v západních Čechách Švamberků, ovládal královská města Plzeň a České Budějovice, ve středních Čechách ho podporovali Šternberkové a Zajícové. Jedním z posledních větších střetnutí této fáze válek byla bitva u Plzně v únoru roku 1478, která skončila Matyášovým vítězstvím.
Až v roce 1479 došlo po urputných diplomatických jednáních k uzavření míru v Olomouci, který do určité míry znamenal porážku Vladislava Jagellonského. Matyáš nadále vlastnil titul českého krále, získal Moravu a vedlejší země Koruny české. 

### Výboje ve Slezsku
Matyáš se pro svého nemanželského syna Jánoše snažil vytvořit dominium na území Slezska, které bylo rozděleno na mnohá polonezávislá slezská knížectví. Roku 1482 pro něj získal Hlohovské knížectví dědickou smlouvou od slezského Piastovce Jana II. Šíleného, roku 1485 se pak Viktorín z Poděbrad vzdal pod nátlakem Opavského knížectví.    
Matyáš ve Slezsku prováděl nelítostnou politiku odstraňování knížat a zabírání jejich majetku. Jindřich I. starší z Minsterberka, syn Jiřího z Poděbrad, se postavil do čela vojensko-politického bloku nespokojených slezských knížat. Válka o Hlohovsko v letech 1487–1489, do níž se na straně Jana II. Hlohovsko-zaháňského a Mikuláše II. Opolského zapojili kromě Jindřicha i jeho bratři Viktorín a Hynek z Poděbrad, však skončila Korvínovým vítězstvím a Jindřich dočasně přišel o Minsterberské knížectví. V roce 1490 již byla pro mladého Jánoše připravena rozsáhlá pozemková država, skládající se z knížectví Opavského, Ratibořského, Krnovského, Kozelského a Bytomského a z Hlubčic. Matyášova náhlá smrt překazila tyto plány a Jánošovi zůstalo jen Opavsko, které však byl roku 1500 donucen postoupit králi Vladislavovi Jagellonskému.

### Rakousko-uherské války

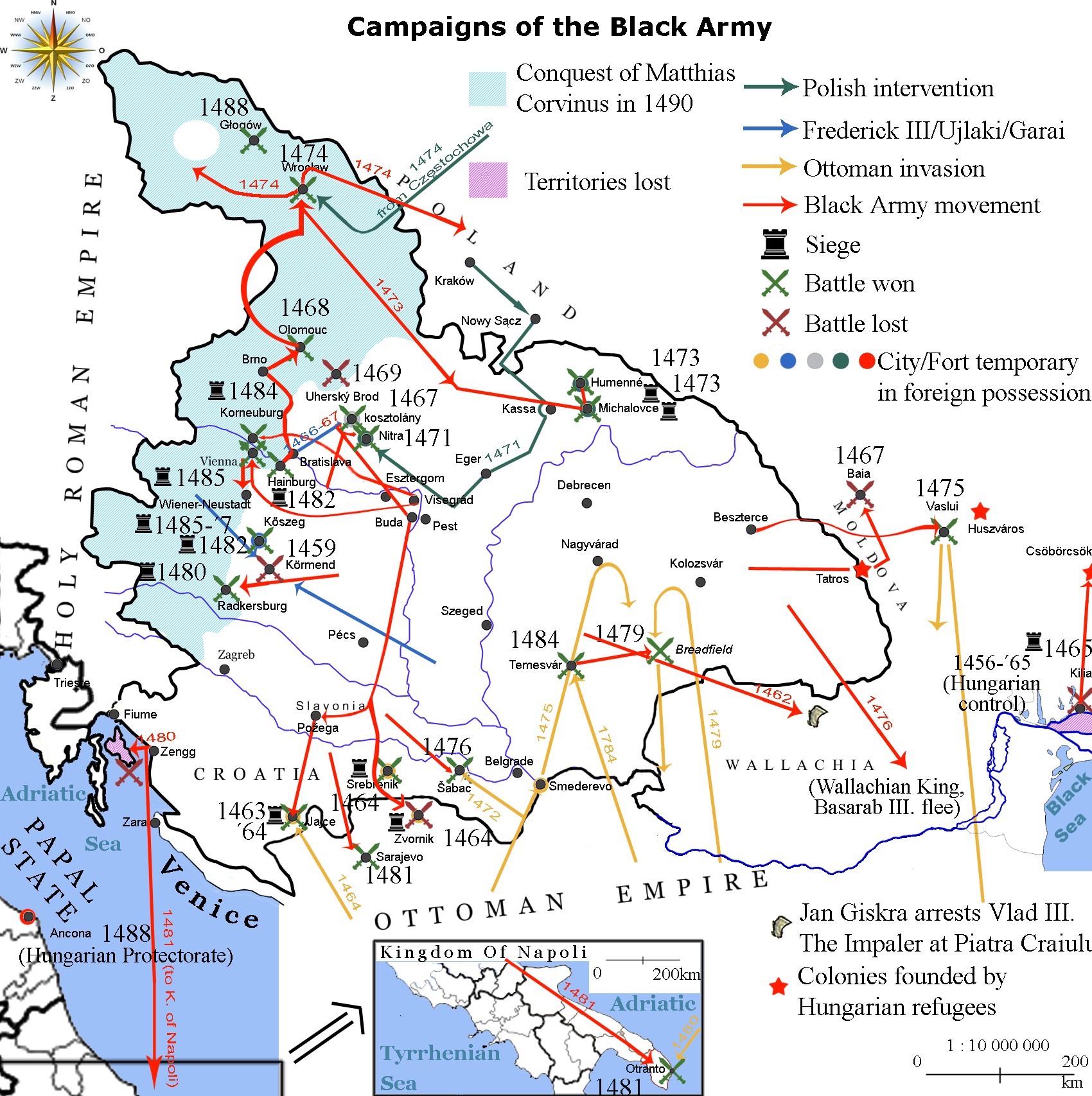
Vojenská tažení Matyáše (červeně) a Osmanských Turků (žlutě) a Matyášem dobytá území (modře) k roku 1490

Když v roce 1477 císař Fridrich III. potvrdil Vladislava Jagellonského jako českého krále, Matyáš mu vyhlásil válku. Když dobyl řadu měst a hradů v Dolních Rakousích, byl císař přinucen k jednání a přistoupil na placení vysokých reparací. V roce 1482 vpadl Matyáš do Rakous znovu, údajně proto, že prý Fridrich neplnil sliby (snad neplatil reparace). Válka trvala několik let. Císařův syn Maxmilián I. Habsburský se zatím snažil uhájit burgundské dědictví, které získal po své zesnulé manželce, a nemohl otci přijít na pomoc. Po dobytí Hainburgu a Klosterneuburgu uprchl císař z Vídně do Vídeňského Nového Města, posléze do Štýrského Hradce a pak natrvalo do Lince. V červnu 1485 se po půlročním obléhání vzdala Vídeň, v srpnu 1487 Vídeňské Nové Město. Matyáš ovládl Dolní Rakousy, užíval titulu rakouského vévody a často pobýval ve Vídni. Hejtmanem Rakouska jmenoval uherského magnáta Štěpána Zápolského. Později se Matyáš pokoušel o urovnání vztahů s Habsburky, protože usiloval o uznání nástupnictví svého nemanželského syna.
Matyáš Korvín zemřel ve Vídni 6. dubna 1490 a jeho nástupcem na uherském trůně se stal Vladislav Jagellonský. Byl zvolen uherskými stavy, které nerespektovaly Matyášovu vůli, aby se králem stal jeho nemanželský syn Jánoš. Pod vládou Vladislava Jagellonského se spojily české a uherské země.

## Češi a Moravané v Matyášových službách
Do Matyášových služeb vstoupilo mnoho českých a moravských šlechticů. Jeho podporovatelem byl především Zdeněk Konopišťský ze Šternberka, který byl vůdcem katolické Zelenohorské jednoty. Pravděpodobně již před smrtí krále Jiřího přešel na Matyášovu stranu Jiříkův diplomat Albrecht Kostka z Postupic. Jedním z významných Matyášových velitelů v česko-uherských válkách i v bojích proti Turkům byl Franc z Háje. Moravským zemským hejtmanem za vlády Matyáše a v letech 1471–1479 zároveň i nejvyšším kancléřem Království českého byl Ctibor Tovačovský z Cimburka, který se výrazně podílel na jednáních mezi Vladislavem Jagellonským a Matyášem. Vilém II. z Pernštejna se k Matyášovi přiklonil v roce 1472 v zájmu propuštění svého bratra Zikmunda ze zajetí a stal se jeho vojevůdcem. Matyášovým hlavním českým hejtmanem byl v letech 1476-1478 Bohuslav ze Švamberka , ale dostal se s králem do sporu a byl uvězněn; po více než ročním věznění si šlechta vynutila jeho propuštění a Bohuslav se přidal ke svému synu Hynkovi, který mezitím přešel na stranu krále Vladislava. Přátelské vztahy s Matyášem udržoval i Jiříkův syn Hynek, který s ním cestoval do Itálie jako přední člen jeho družiny a působil též na jeho dvoře v Budíně.
Jedním z nejvýznamnějších diplomatů ve službách Matyáše, který se podílel na formování Matyášovy zahraniční politiky v osmdesátých letech 15. století, byl rodák z moravského Prostějova Jan Filipec. Moravský šlechtic Jaroslav z Boskovic působil jako Matyášův tajný rada a kancléř, ale vlivem dvorských intrik byl v roce 1485 obviněn ze zrady a ve Vídni popraven. Jeho bratr Dobeš byl vrchním velitelem Matyášova černého pluku a měl značné zásluhy na jeho vítězstvích v rakousko-uherských válkách; po bratrově popravě však přešel na stranu Matyášova protivníka, císaře Fridricha III.  Matyášův přívrženec Jan Bělík z Kornic působil jako hejtman Horního Slezska.

## Zajímavosti
- Jako jeden z mála uherských panovníků se Matyáš Korvín v pověstech zachoval jako dobrý král.
- Král v ženských šatech s růží v ústech na folklórních slavnostech Jízdy králů má podle jedné z verzí představovat Korvína prchajícího v převlečení z Moravy do Uher po porážce Jiřím z Poděbrad. Růži v ústech prý má proto, aby ho neprozradila mluva.[10]
- Matyáš Korvín je vyobrazen na dnešní maďarské bankovce 1000 forintů.[11]